# Nipru
Niprul (în ucraineană: Дніпро, Dnipro, rusă: Днепр,  Dnjepr,  bielorusă: Дняпро, Dnjapro; a nu se confunda cu fluviul Nistru) este un fluviu de 2.145 km lungime care izvorăște din Rusia și curge prin Belarus și Ucraina, înainte de a se vărsa în mare. Suprafața bazinului constituie 531817 km2.
Ca lungime este al treilea fluviu din Europa, după Volga și Dunăre. Apele sale îngheață iarna și primăvara. Niprul izvorăște din podișul Valdai, la circa 200 km la vest de Moscova, și se varsă în Marea Neagră. Se află într-o zonă cu climat temperat continental.
În antichitate fluviul făcea parte din ruta comercială „Drumul Chihlimbarului”. În timpurile Ruinei zona a fost disputată între Uniunea polono-lituaniană și Rusia, împărțind Ucraina în două zone: de pe malul drept și de pe malul stâng. În perioada sovietică fluviul era renumit pentru marile sale baraje hidroelectrice și lacuri de acumulare: Lacul Kiev, Lacul Kaniv, Lacul Kremenciuk, Lacul Kahovka ș.a. Dezastrul de la Cernobîl din 1986 a avut loc pe Prîpeat, imediat deasupra confluenței afluentului respectiv cu Nipru. Niprul este o cale navigabilă importantă pentru economia Ucrainei și este conectat prin Canalul Nipru–Bug de alte căi navigabile din Europa. Prin Canalul Crimeii de Nord este o sursă importantă de apă pentru peninsula Crimeea.